# Frieda Fischer-Wieruszowski
Frieda Elisabeth Klara Fischer-Wieruszowski, geb. Bartdorff (* 24. März 1874 in Berlin; † 27. Dezember 1945 ebenda) war eine deutsche Kunstsammlerin und Stifterin. Nach dem plötzlichen Tod ihres Mannes Adolf Fischer leitete sie von 1914 bis zu ihrer Entlassung 1937 durch die Nationalsozialisten als Direktorin das Museum für Ostasiatische Kunst in Köln. Sie verfasste zahlreiche Reisetagebücher und Publikationen über ostasiatische Kunst.

## Leben und Werk
Frieda Bartdorff wurde 1874 als Tochter des Kaufmanns Adolph Hermann Carl Bartdorff (ca. 1830–1888) und von dessen Frau Luise Auguste Elisabeth (ca. 1838–1929), geborene Stripp, geboren, die Familie lebte zu diesem Zeitpunkt in Luisenstadt. Nach ihrer Ausbildung zur Lehrerin für Höhere Töchterschulen lernte sie Ende 1896 bei einer privaten Einladung in Gegenwart von Erich Schmidt den Wiener Privatgelehrten und Weltreisenden Adolf Fischer in seiner, im asiatischen Stil eingerichteten Wohnung Nollendorfeum kennen. Bereits einen Tag später, am 26. Dezember 1896, verlobte sich Frieda Bartdorff mit dem 18 Jahre älteren Fischer. Am 1. März 1897 heiratete das Paar. Die 20-monatige Hochzeitsreise führte im September 1897 über Wien, Ahmedabad, Hongkong, Formosa nach Japan und weckte auch bei Frieda Fischer das Interesse an ostasiatischer Kunst. Die umfangreichen Tagebuchaufzeichnungen, die sie auf den Reisen anfertigte, schufen den Grundstock für ihr Japanisches Tagebuch, welches sie 1938 veröffentlichte.
Nach der Hochzeit begann Frieda Fischer eine autodidaktische kunsthistorische Ausbildung bei ihrem Mann. Sie besuchte an der Berliner Universität regelmäßig wissenschaftliche Vorträge, u. a. von Erich Schmidt, Herman Grimm oder Ulrich von Wilamowitz-Moellendorff.
Die aus Asien mitgebrachten Kunstschätze stellte das Paar im Jahr 1900 während VI. Ausstellung der Wiener Secession aus und sammelte erste Erfahrungen mit der Planung und Präsentation von Ausstellungen. Insbesondere in der Zusammenarbeit mit dem Ausstellungskurator Koloman Moser wurden neue Konzepte der Ausstellungsplanung und Präsentation von Museumsobjekten umgesetzt. Dazu gehörte unter anderem die Präsentation von Objekten auf weißen Sockeln im freien Raum sowie der Einsatz von verstellbaren Wänden.
Im Jahr 1901 löste das Ehepaar das Nollendorfeum auf und übereignete die Kunstschätze dem Preußischen Staat, in der Hoffnung, dass sie Eingang in das Völkerkundemuseum finden. Für das Überlassen der Sammlung Fischer gewährte das Völkerkundemuseum Frieda Fischer eine lebenslange Rente. Nachdem sich das Ehepaar von Besitz und Verpflichtungen in Berlin getrennt hatten, begannen sie mit der Planung für ihre zweite Asienreise. 
Im September 1901 reiste das Ehepaar über London nach Birma, Japan und China. Auf dieser Reise kamen die ersten Überlegungen auf, ein eigenes Museum für asiatische Kunst losgelöst von ethnologischen Aspekten aufzubauen. In der Folgezeit begleitete Frieda Fischer ihren Mann auf Ostasien-Reisen. Adolf Fischer wurde Ende November 1904 für die Dauer von drei Jahren vom Reichskanzler von Bülow an die kaiserliche Gesandtschaft in Peking als wissenschaftlichen Sachverständiger berufen, mit dem Ziel, für das Deutsche Reich Kunstgegenstände zu erwerben. Das Ehepaar kaufte sowohl Kunstgegenstände für das Völkerkundemuseum Berlin als auch in eigenem Namen an. Auf den Reisen setzte Frieda Fischer ihre autodidaktischen Studien in ostasiatischer Kunstgeschichte fort und katalogisierte und taxierte die angekauften Objekte.
Ihre Studien standen nach eigenem Bekenntnis unter dem Credo „Sehen, viel sehen, das schult“. Insgesamt verbrachte sie zehneinhalb Jahre in Ostasien und erlernte 1906 die chinesische Sprache. Sie interessierte sich unter anderem für ganz praktische Aspekte von Ausstellungskonzeption, wie der Diebstahlsicherung und der Präsentation von Objekten. Wertvolle Anregungen erhielt das Ehepaar während eines USA-Aufenthaltes auf der Rückreise aus Ostasien im Jahr 1907. Die Reise führte von Chicago, Detroit, Boston, Washington, Baltimore, Philadelphia nach New York. In Boston und im Metropolitan Museum of Art wurden ihnen moderne Dokumentationsmittel, wie Standort-Zettelkataloge sowie Sammlungskataloge vorgestellt, die sie als Anregung für die Konzeption ihres geplanten Museums übernommen haben.
Es war geplant, die private Sammlung in einem neuzubauenden Museum in Kiel auszustellen. Im Jahr 1909 zerschlugen sich die Pläne und das Ehepaar nahm das Angebot an, das Museum für Ostasiatische Kunst in Köln aufzubauen. Das Museumskonzept wurde der Stadt am 21. Juni 1909 vorgelegt. Die Grundsteinlegung fand am 24. Januar 1911 im Beisein des Oberbürgermeisters Max Walraf statt.
Nach zweijähriger Bauzeit wurde das Museum am 25. und 26. Oktober 1913 nach Plänen von Franz Brantzky als neuer Anbau am Kunstgewerbemuseum Köln am Hansaring als erstes Museum auf europäischem Boden, das Kunstschätze aus Ostasien präsentiert, eröffnet. Für die Innenausstattung konnte das Ehepaar auf Empfehlung von Josef Hofmann den österreichischen Innenarchitekten Josef Frank gewinnen, der ein modernes Ausstellungskonzept für die Präsentation der Kunstgegenstände umsetzte.
Sechs Monate nach der Eröffnung des Museums starb am 14. April 1914 Adolf Fischer auf einer Reise in Meran.
Aufgrund vertraglicher Vereinbarungen mit der Stadt Köln übernahm Frieda Fischer nach dem plötzlichen Ableben ihres Mannes im Alter von 40 Jahren – als erst zweite Frau in Deutschland – die Leitung des Museums. In der Folgezeit erwarb sie sich – auch durch zahlreiche Reisen und Publikationen – den Ruf einer Expertin und Gutachterin für ostasiatische Kunst. Während des Ersten Weltkrieges wurde unter ihrer Leitung die umfangreiche Büchersammlung des Museums katalogisiert. 
Im Jahr 1918 musste sie sich einem Sanatoriumsaufenthalt unterziehen, den sie jedoch aus Sorge um ihr Museum vorzeitig abbrach. Frieda Fischer ließ in der Folgezeit zahlreiche Mappen mit Fotografien zusammenstellen und öffentlich auslegen, damit die Kunstwerke einem größeren Interessentenkreis bekannt gemacht werden konnten. 1921 wurde die Skulpturensammlung des Museums neu fotografiert. Diese neuen Fotografien ließen sich für das Museum öffentlichkeitswirksam vermarkten.
1921 bot Frieda Fischer der Stadt Köln an, einen höheren Geldbetrag gegen Zahlung einer 5%igen Verzinsung und Gewährung einer lebenslangen Leibrente zu überlassen. Ein Jahr später schenkte sie der Stadt eine umfangreiche Büchersammlung.
Im Jahr 1921 heiratete sie den Juristen und Senatspräsidenten am Oberlandesgericht Köln Alfred Ludwig Wieruszowski. Dieser bezeichnete sich selbst nach Aussage seiner jüngsten Tochter Ruth Pincus stolz als „Prinzgemahl der Frau Museumsdirektorin“.
Die jüdische Abstammung ihres Mannes wurde 1937 seitens der Reichskulturkammer zum Anlass genommen, sie entgegen den vertraglichen Vereinbarungen mit der Stadt Köln aus dem Amt zu entlassen und die Zahlung der Leibrente einzustellen. Ihr wurde selbst als Stifterin des Museums untersagt, das Gebäude nach 1937 zu betreten. Auf Antrag Otto Kümmels wurde davon „abgesehen“, sie 1937 erneut in den Vorstand der Gesellschaft für Ostasiatische Kunst zu wählen. Die Feiern zum 25-jährigen Bestehen des Ostasiatischen Museums fanden am 25. Oktober 1938 ohne seine Gründerin und Direktorin statt. Frieda Fischer-Wieruszowski wurde nahegelegt, sich von ihrem Ehemann scheiden zu lassen, um weiter im Museum tätig zu sein.
Trotz der Entlassung als Museumsdirektorin publizierte sie 1938 und 1942 die Reisetagebücher von ihren Reisen mit Adolf Fischer durch Japan und China. Ohne nennenswerte finanzielle Einkünfte verarmte das entrechtete und isolierte Ehepaar Fischer-Wieruszowski. Aus Altersgründen wollten und konnten sie nicht aus Köln und Deutschland flüchten.
Am 31. Dezember 1942 wurde auf Anweisung der Gestapo veranlasst, dass die Hausangestellte Linda Arnold den Haushalt der Eheleute verlassen musste; die 6000 Bücher umfassende private Bibliothek wurde beschlagnahmt. Das Ehepaar wurden gezwungen, in ihrem Haus in der Voigtelstraße 26 in Köln-Braunsfeld mehrere jüdische Familien aufnehmen und sich mit einem Zimmer zu begnügen. Am 20. Oktober 1944 wurden sie von der Gestapo gezwungen, ihr Haus zu verlassen. Der drohenden Deportation entgingen sie durch Hilfe von befreundeten Geistlichen und eines katholischen Professors.

„Man nahm mir mein Museum, mein geistiges Kind, das Rathaus verbot mir den Zutritt zu ihm. Man riet mir dort, mich von meinem Mann scheiden zu lassen, die Gestapo wies mich aus . .“

Das Ehepaar flüchtete über mehrere Stationen nach Dresden-Zschachwitz zu ihrer ehemaligen Hausangestellten Linda Arnold, wo der hochbetagte Alfred Wieruszowski schwer erkrankte. Linda Arnold wurde von der NSDAP-Ortsgruppe unter Druck gesetzt und das Ehepaar wurde Ende 1944 aus Dresden ausgewiesen. Anfang 1945 wurde Alfred Wieruszowski in das jüdische Krankenhaus in Berlin eingewiesen, wo er im Februar 1945 verstarb, ohne das ihn seine Frau noch einmal besuchen durfte.
Die verarmte und körperlich geschwächte Frieda Fischer-Wieruszowski erlebte das Ende des Zweiten Weltkriegs in Berlin-Steglitz. Nach Ende des Krieges wollte sie unbedingt nach Köln zu ihren Freunden und ihrem Museum zurückkehren. Ihre Vertraute Erika Ziegler schrieb Ende November 1945 entsprechende Bittgesuche an den Oberbürgermeister der Stadt Köln, Hermann Pünder. Die Stadt konnte aufgrund der vorherrschenden Wohnungsnot und Zerstörung des Ostasiatischen Museums nicht behilflich sein.
Am 27. Dezember 1945 starb Frieda Fischer-Wieruszowski bei ihrem Bruder Fritz Bartdorff in Berlin-Steglitz. Sie wurde am 10. Januar 1946 auf dem Friedhof Steglitz beerdigt.

## Ehrungen

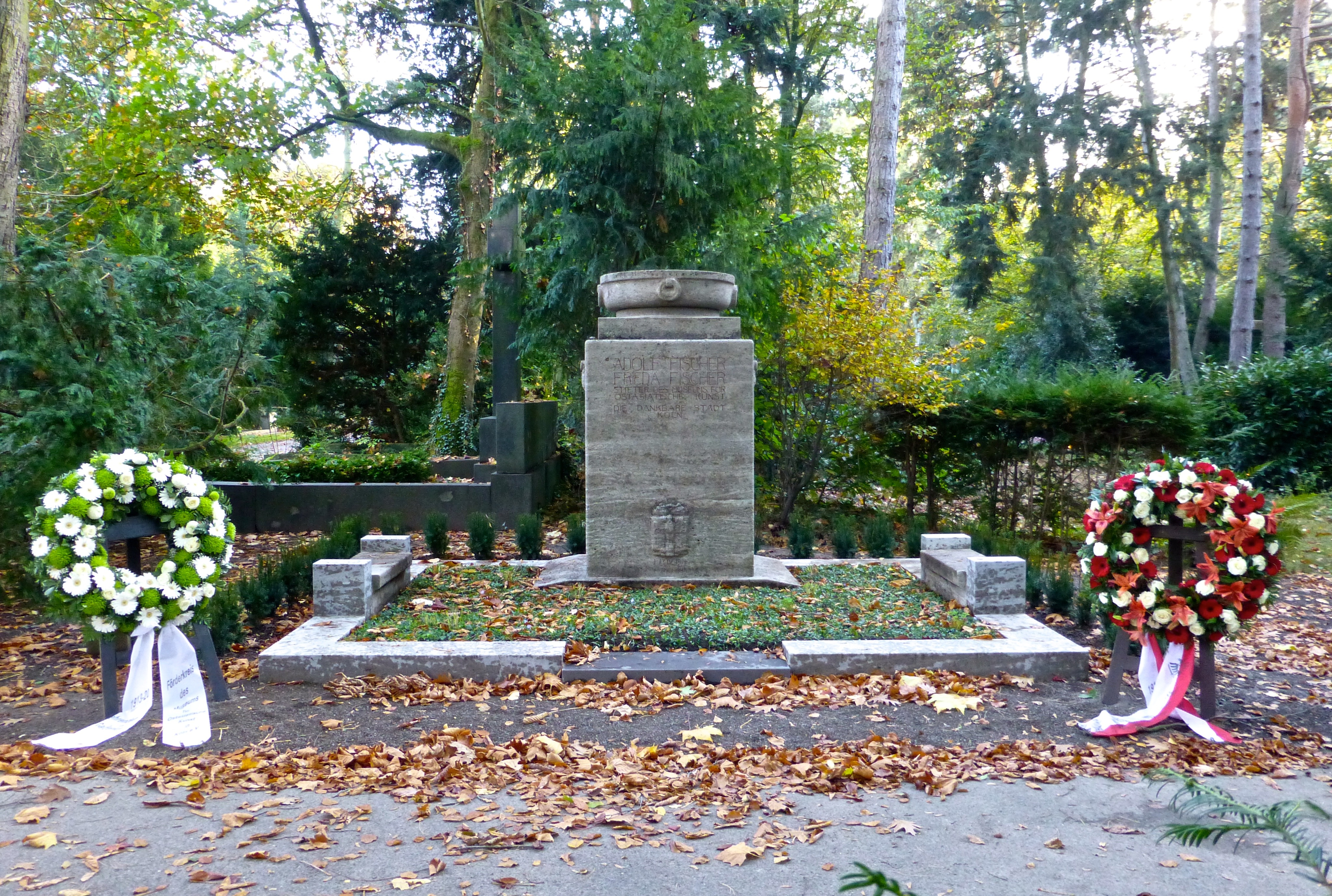
Die Grabstelle für Adolf und Frieda Fischer auf dem Melaten-Friedhof in Köln (Flur 76 A)

Frieda Fischer-Wieruszowski war Mitglied mehrerer Fachgesellschaften, wie der Deutschen Morgenländischen Gesellschaft und der Gesellschaft für Ostasiatische Kunst, in der sie auch bis 1937 im Vorstand tätig war.
Im Jahr 1952 wurden die sterblichen Überreste Frieda Fischer-Wieruszowskis vom Friedhof Steglitz nach Köln überführt, wo sie auf dem Melaten-Friedhof an der Seite ihres ersten Mannes, Adolf Fischer begraben wurde. Das Grabmal, das bereits am 3. November 1920 eingeweiht wurde, schuf der Bildhauer Georg Grasegger. Das Grab, das umfassend mit Mitteln des Förderkreises des Museums für Ostasiatische Kunst restauriert wurde, wird heute als Ehrengrab von der Stadt Köln gepflegt.
Anlässlich des 100. Gründungstages des Museums beschloss die Bezirksvertretung Köln-Innenstadt im März 2014, den Weg um den Aachener Weiher in unmittelbarer Nachbarschaft zum Museum für Ostasiatische Kunst nach Frieda Fischer zu benennen.

## Veröffentlichungen von Frieda Fischer-Wieruszowski
- mit Alfred Salmony: Die chinesische Steinplastik (= Veröffentlichungen des Museums für Ostasiatische Kunst, Köln, Band 1). Köln 1922.
- Museum für ostasiatische Kunst. Haas & Grabherr, Augsburg 1922.
- Die Kunst des Ostens. das Ostasiatische Museum Köln. In: Deutsche Kunst und Dekoration, Band 51, 1922, S. 32–43.
- mit Karl With: Die japanische Plastik (= Veröffentlichungen des Museums für Ostasiatische Kunst, Köln, Band 2).
- Museum für ostasiatische Kunst der Stadt Köln Hansaring 32a. DuMont Schauberg, Köln 1927.
- Museum für ostasische Kunst – Schätze aus Kölner Museen in Köln-Deutz, Staatenhaus. Ausstellungskatalog. Köln 1928.
- Frieda Fischer-Wieruszowski. In: Die Frau und ihr Haus. 12 (1931), H. 3, Köln.
- Kriegerischer Einfall der Mongolen in Japan : eine japanische Bildrolle. In: Ostasiatische Zeitschrift, Neue Folge Band 11, De Gruyter, 1935, S. 121–124.
- Wohnkultur in Japan. In: Ostasiatische Zeitschrift, Neue Folge, Band 12, 1936, S. 204.
- Japanische Lackkunst des 18. Jahrhunderts im Dienst einer europäischen Satire. In: Ostasiatische Zeitschrift, Neue Folge, Band 12, 1936, S. 213–215.
- Japanisches Tagebuch: Lehr- u. Wanderjahre. Bruckmann, München 1938.
- Chinesisches Tagebuch: Lehr- und Wanderjahre. Bruckmann, München 1942. (Digitalisat)